# Bethonvilliers
Bethonvilliers é uma comuna francesa na região administrativa de Borgonha-Franco-Condado, no departamento do Território de Belfort. Estende-se por uma área de 1.90 km². Em 2010 a comuna tinha 255 habitantes (densidade: 134,2 hab./km²).